# Сычугова, Наталия Витальевна
Наталия Витальевна Сычугова (род. 16 ноября 1999, Ульяновская область, Россия) — российский боксёр-любитель, выступающая в первой полусредней весовой категории. Мастер спорта России международного класса (2018), член сборной России по боксу, серебряный призёр чемпионата мира среди женщин (2023), двукратная чемпионка России (2021, 2022), двукратный серебряный призёр чемпионата России (2018, 2020) в любителях.

## Биография
Родилась 16 ноября 1999 года в Ульяновской области, в России.
Воспитанница Ульяновской спортивной школы олимпийского резерва по боксу имени П.Т. Липатова.

## Любительская карьера
- Серебряный призер Первенства мира 2017;
- Двукратный бронзовый призер Первенства Европы (2017, 2019);
- Серебряный призер Первенства Европы 2021;
- Серебряный призер V Летней Спартакиады молодёжи 2021.

Двукратный серебряный призёр чемпионата России (2018, 2020).
Мастер спорта международного класса с апреля 2018 года. Член национальной сборной команды России.

### 2021—2023 годы
В декабре 2021 года она стала чемпионкой России в весе до 63 кг на чемпионате России среди женщин в Челябинске, в финале победив Ирину Автину.
В октябре 2022 года вновь стала чемпионкой России в весе до 63 кг на чемпионате России среди женщин в Краснодаре, в финале победив Галину Головченко.
В марте 2023 года стала серебряным призёром на чемпионате мира среди женщин в Нью-Дели (Индия), в весовой категории до 63 кг. Где она в полуфинале по очкам (4:1) победила колумбийку Камилу Камильо Браво, но в финале раздельным решением судей (1:4) проиграла опытной китаянке Ян Чэнъюй.